# 김현정 (성우)
김사라(1984년 2월 2일 ~)는 대한민국의 성우이다. 2013년 KBS 38기 공채 성우로 데뷔했으며 한국방송 성우극회소속이다.

## 출연작품

### 애니메이션
- 꽉 잡아! - 정수진
- 마법의 단추인형: 랄라룹시 성우진 (넷플릭스) - 로지
- 매지컬: 공주를 웃겨라 - 키츄
- 엉덩이 탐정(재능TV) - 코알라 양, 하하 선생님
- 토이 스토리 4 - 웬디, 캐런 비벌리
- 포켓몬스터 썬&문 - 마오 엄마

### 외화 드라마 더빙
- 디셉션(KBS) - 디나(레노라 크릭클로우) / 의문의 여인(스테파니 코르넬리우센,1화)
- 리썰 웨폰(KBS) - 제시카(제시카 파커 케네디)
- 싱 스트리트 (KBS) - 앤(케리 손턴)
- 인피니트(KBS) - 트레이스(케이 알렉산더)

### 다큐
- 2014.08.14 KBS 파노라마 <프란시스코, 보통 사람들의 교황>

### KBS라디오
소설극장 (KBS 3라디오)
- 2013.04.07 ~ 2013.05.03 이주호, 황조윤 作 <광해, 왕이 된 남자> (궁녀3/ 궁녀/ 상궁)
- 2013.10.03 ~ 2014.01.20 조정래 作 <정글만리> (천웨이)
- 2014.04.09 ~ 2014.05.19 강풀, 임형욱 作 <그대를 사랑합니다> (송이쁜)
- 2014.08.16 ~ 2014.09.12 노희경 作 <세상에서 가장 아름다운 이별> (윤박사)
- 2014.09.13 ~ 2014.11.10 정유정 作 <28> (김윤주)
- 2014.12.15 ~ 2015.01.16 정재민 作 <보헤미안 랩소디>

라디오 독서실 (KBS 라디오)
- 2013.02.24 이평재 作 <당신이 모르는 이야기> (여자1)
- 2013.03.24 정세랑 作 <옥상에서 만나요> (후임자)
- 2013.04.07 김엄지 作 <영철이> (주민여자)
- 2013.04.28 김숨 作 <그 밤의 경숙> (성우2)
- 2013.05.05 김종옥 作 <거리의 마술사> (남우 엄마)
- 2014.01.05 김승옥 作 <무진기행> (아내)
- 2014.01.19 김승옥 作 <서울의 달빛 0장> (형수/ 중년여성2)
- 2014.02.02 이세은 作 <달로 간 파이어니어> (여자)
- 2014.03.02 윤이형 作 <쿤의 여행> (여학생)
- 2014.03.09 천명관 作 <파충류의 밤> (사장)
- 2014.03.30 박형서 作 <무한의 흰 벽> (중년 여성)
- 2014.04.06 임철우 作 <세상의 모든 저녁 1편> (노파)
- 2014.04.13 임철우 作 <세상의 모든 저녁 2편> (독신녀)
- 2014.04.20 윤고은 作 <월리를 찾아라> (담당직원)
- 2014.05.04 조경란 作 <밤을 기다리는 사람에게> (양할머니)
- 2014.05.11 박완서 作 <후남아, 밥 먹어라> (언니)
- 2014.05.24 하성란 作 <여름의 맛> (여자 연예인)
- 2014.06.08 최은영 作 <쇼코의 미소> (엄마)
- 2014.06.22 황정은 作 <상류엔 맹금류> (누나1/ 성우)
- 2014.06.29 기준영 作 <이상한 정열> (말희)
- 2014.07.06 정미경 作 <목 놓아 우네> (윤)
- 2014.07.20 황태환 作 <유나> (유나 엄마)
- 2014.07.27 김재은 作 <숫자 꿈> (아내)
- 2014.08.24 양수련 作 <그리고 예외는 없다> (여성1)
- 2014.08.31 이장욱 作 <우리 모두의 정귀보> (조영숙)
- 2014.09.07 김숨 作 <초야> (어머니)
- 2014.09.28 김용희 作 <향나무 베개를 베고 자는 잠> (여자)
- 2014.10.05 윤이형 作 <굿바이> (의사)
- 2014.10.19 한창훈 作 <여수친구> (상인1)
- 2014.10.26 윤고은 作 <오두막> (편집장)
- 2014.11.02 손홍규 作 <정읍에서 울다> (평암댁)
- 2014.11.30 황정은 作 <누가> (그녀)
- 2014.12.14 강진 作 <멸종의 기록> (이웃여자)
- 2014.12.21 은희경 作 <금성녀> (현엄마)
- 2014.12.28 김중혁 作 <뱀들이 있어> (성우)
- 2015.01.18 이은희 作 <선긋기> (엄마)
- 2015.04.05 권여선 作 <카메라> (관희)
- 2015.11.29 윤민우 作 <원피스> (아내)
- 2016.06.05 김경욱 作 <천국의 문> (여자)

KBS 무대 (KBS 라디오)
- 2013.01.26 <꽃이 되어 봄이 오게 하리> (라라 매니저)
- 2013.03.02 <그들의 수천가지 물음표 중 하나> (아침뉴스)
- 2013.03.23 <눈물꽃> (은지)
- 2013.03.30 <봄날의 종소리> (정희)
- 2013.04.06 <오만과 편견> (간호사)
- 2013.05.18 <가장 멀리 있는 나> (어린 정빈)
- 2013.06.01 <별이 빛나는 밤에> (수연)
- 2013.07.13 <꽃이 피었다> (며느리)
- 2013.07.27 <고해> (여자)
- 2013.08.10 <부녀 이야기> (정혜)
- 2013.08.17 <두 여자> (학생)
- 2013.08.24 <진상 패밀리> (손님)
- 2013.09.07 <웬수들의 합창> (어린 지영)
- 2013.09.21 <아빠와 노래를> (여자)
- 2013.09.28 <자전거 달린다> (직원1)
- 2013.10.12 <청담동 개츠비> (직원/ 고객6)
- 2013.10.19 <금의환향은 아니어도> (영희)
- 2013.11.09 <오래된 인연> (간병인)
- 2013.11.23 <소수의 사례> (선생)
- 2013.12.28 <7층 집 슬리퍼> (주부3/ 할머니)
- 2014.01.04 <레모네이드> (딸)
- 2014.01.25 <상처 (잃어버린 날들)> (직원)
- 2014.02.08 <프로이트 보고서> (女뉴스)
- 2014.04.05 <달걀 후라이> (이웃 할머니)
- 2014.04.26 <아버지의 땅> (민아)
- 2014.05.03 <기억의 저편> (혜주)
- 2014.05.10 <한영우> (수민 고모)
- 2014.05.17 <환승> (지하철 안내방송)
- 2014.06.14 <거짓말> (아줌마1)
- 2014.06.21 <솔향기 바람에 날리고> (할머니1)
- 2014.07.19 <문을 닫다> (여자 아나운서)
- 2014.07.26 <처음처럼, 그들> (의사)
- 2014.08.02 <전화하는 남자> (할머니)
- 2014.08.16 <개구리 울음소리> (어린 상철)
- 2014.08.30 <가면 무도회> (집주인)
- 2014.09.20 <카사노바 따라잡기> (찬숙)
- 2014.10.04 <너무도 당당한 그녀> (성미 母)
- 2014.10.25 <민들레 순정> (화순댁)
- 2014.11.01 <천국에서 온 편지> (주민)
- 2014.11.22 <젊은 느티나무> (동료)
- 2014.12.06 <예순님> (어린 예분/ 친구2)
- 2014.12.13 <말 못하는 남자> (강사)
- 2015.03.07 <행복을 지켜드립니다> (김선생)
- 2015.05.16 <개과천선> (양춘자)
- 2015.10.10 <자살여행> (김애리)
- 2016.04.02 <엘리트 학원 구하기> (은옥)
- 2016.07.23 <날아라 변태> (솔이)

라디오 극장 (KBS 라디오)
- 2013.02.01 ~ 2013.02.28 이명랑 作 <천사의 세레나데>
- 2013.03.01 ~ 2013.03.31 최일남 作 <그리고 흔들리는 배> (여친구2)
- 2013.06.01 ~ 2013.06.30 이도우 作 <사서함 110호의 우편물>
- 2013.07.01 ~ 2013.07.31 박선희 作 <도미노 구라파식 이층집> (이자이)
- 2013.08.01 ~ 2013.08.31 주호민 作 <신과 함께 - 저승편> (흑암선녀)
- 2013.09.01 ~ 2013.09.30 윤천수 作 <마지막 콜사인> (아키코)
- 2013.12.01 ~ 2013.12.31 조완선 作 <천년을 훔치다> (해설)
- 2014.01.01 ~ 2014.01.31 최제훈 作 <나비잠>
- 2014.03.01 ~ 2014.04.30 천명관 作 <고래> (아줌마)
- 2014.05.01 ~ 2014.05.31 임재희 作 <당신의 파라다이스> (조씨)
- 2014.06.01 ~ 2014.06.30 김대현 作 <홍도>
- 2014.07.01 ~ 2014.07.31 이석원 作 <실내인간>
- 2014.09.01 ~ 2014.09.30 류영국 作 <만월까지> (덕례)
- 2014.10.01 ~ 2014.10.31 윤고은 作 <밤의 여행자들>
- 2014.11.01 ~ 2014.11.31 전명 作 <파라한>
- 2014.12.01 ~ 2014.12.31 손아람 作 <소수의견>
- 2015.01.01 ~ 2015.01.31 유영민 作 <오즈의 의류수거함>
- 2016.01.01 ~ 2016.01.31 김휘 作 <해마도시> (박영원 부인)

다큐멘터리 역사를 찾아서 (KBS 라디오)
- 2014 ~ 2014.10.05 낭독'
- 2014.12.14 제529편 사육신 (이씨)
- 2014.12.21 제530편 단종애사 (여자1)
- 2015.03.29 제544편 예종, 분경을 엄단하다 (어린 예종)
- 2015.04.05 제545편 남이는 반역을 모의했는가 (예종)
- 2015.04.12 제546편 남이의 옥사, 어떻게 읽을 것인가 (예종)
- 2015.04.19 제547편 남이장군과 북정가 (北征歌) (예종)
- 2015.04.26 제548편 대신이 두려워서 사초를 고쳤다! (예종)
- 2015.05.03 제549편 한명회의 어린 사위가 왕위를 차지하다 (예종)
- 2015.05.10 제550편 열세 살의 어린 임금과 수렴청정 (예종)

신성원의 문화읽기 (KBS 라디오)
- 2013.04.07 파스칼 브뤼크네르 作 <비터문>

다큐멘터리 혁신의 승부사 (KBS 라디오)
- 2013.10.28 ~ 2013.12.31 <페이스북, 세상을 모두 연결하라>
- 2014.01.01 ~ 2014.02.28 <모니터에 한글이 뜨기까지>
- 2014.03.03 ~ 2014.05.13 <손정의, 300년 기업을 꿈꾸다>

책 읽는 밤 (KBS 라디오)
- 2014.01.09 아임 패터슨 作 다이어트의 배신
- 2014.01.21 최희주 作 일생의 한 번은 남미로 떠나라
- 2014.01.25 오헨리 作 1달러의 가치, 인생은 연극
- 2014.02.05 강신주 作 철학이 필요한 시간
- 2014.02.22 옥타브 유잔느 作 시지스몬의 유산
- 2014.03.05 메이슨 커리 作 리추얼
- 2014.03.11 랜달 사사키 作 해저 보물선에 숨겨진 놀라운 세계사
- 2014.03.13 요한 볼프강 폰 괴테 作 젊은 베르테르의 슬픔
- 2014.03.18 센다 다쿠야 作 인생에서 망설이면 안되는 순간 70
- 2014.03.21 모파상 作 아버지
- 2014.03.26 에릭 호퍼 作 영혼의 연금술
- 2014.04.04 김유정 作 동백꽃/ 봄봄
- 2014.04.12 이사벨 아엔데 作 배신당한 연애편지
- 2014.07.19 마르잔 사트라피 作 인생은 한숨
- 2014.08.23 오헨리 作 마음의 손 / 후작과 샐리양
- 2014.10.11 임철우 作 포도 씨앗의 사랑

기타 (KBS 라디오)
- KBS 특집 다큐멘터리 <우리 고장 의병이야기>
- 2014.11.24 KBS 라디오 특별기획 <부엉이 아저씨, 이야기 좀 들려주세요!> 1편 돌사자가 준 선물
- 2014.11.25 KBS 라디오 특별기획 <부엉이 아저씨, 이야기 좀 들려주세요!> 2편 숲속의 생쥐 아가씨
- 2014.11.27 KBS 라디오 특별기획 <부엉이 아저씨, 이야기 좀 들려주세요!> 4편 신기한 달걀 선물
- 2014.11.28 KBS 라디오 특별기획 <부엉이 아저씨, 이야기 좀 들려주세요!> 5편 시나와 뱀장어

### 오디오 드라마
- 남사랑 作 <전율의 재회> (BookCube) (양여사 外)
- 류시하 作 <황제의 밤> (BookCube) (태후 外)